# En vinterdag
En vinterdag är en låt på skivan När kommer dagen från 1977 av Ann Sofi Nilsson. Texten är skriven av Claus Peter Lieckfeld, översättningen till svenska gjord av Anders Johansson och musiken av Friedrich Chr. Reininghaus.
Låten handlar om Warszawapaktens intåg i Prag 1968. Så här skriver man på skivan:
"1945 kom Sovjets Röda Armé som befriare till Prag. 1968 kom Röda Armén tillbaka med tanks. Men den här gången ej för att fördriva några nazistiska ockupanter, utan för att efterträda dem."